# Harpochloa pseudoharpechloa
Harpochloa pseudoharpechloa är en gräsart som först beskrevs av Emilio Chiovenda, och fick sitt nu gällande namn av Clayton. Harpochloa pseudoharpechloa ingår i släktet Harpochloa och familjen gräs. Inga underarter finns listade i Catalogue of Life.